# Ischnura fluviatilis
Ischnura fluviatilis là một loài chuồn chuồn kim trong họ Coenagrionidae.
Loài này được xếp vào nhóm Loài ít quan tâm trong sách Đỏ của IUCN năm 2007.
Ischnura fluviatilis được Selys miêu tả khoa học năm 1876.